# Richard Graham (Schauspieler)
Richard Graham (* 10. Mai 1960 in Farnborough, Kent, England, Vereinigtes Königreich) ist ein britischer Schauspieler. Er ist verheiratet und hat zwei Kinder.

## Filmografie (Auswahl)
- 1984: Die Bounty (The Bounty)
- 1985: Mein wunderbarer Waschsalon (My Beautiful Laundrette)
- 1987: Jim Bergerac ermittelt (Bergerac, Fernsehserie, Folge 5x04)
- 1989: Zurück vom River Kwai (Return from the River Kwai)
- 1989: Trau keinem Schurken (Try This One for Size)
- 1991: Unter Verdacht (Under Suspicion)
- 1992: Van der Valk (Fernsehserie, Folge 5x03)
- 1993: Im Namen des Vaters (In the Name of the Father)
- 1993: Inspektor Morse, Mordkommission Oxford (Inspector Morse, Fernsehserie, Folge 7x02)
- 1995: Undercover (I.D.)
- 1997: Titanic
- 1999: Bravo Two Zero – Hinter feindlichen Linien (Bravo Two Zero)
- 2000: Blutiges Spiel – 24 Stunden in der Hölle (24 Hours in London)
- 2001: Hand in Hand mit dem Tod (Happy Now)
- 2001: Silent Witness (Fernsehserie, Folgen 5x03 und 5x04)
- 2002: Gangs of New York
- 2004: Vera Drake
- 2007: Cassandras Traum (Cassandra’s Dream)
- 2008: Der Andere (The Other Man)
- 2010: Inspector Barnaby (Midsomer Murders) Fernsehserie, Staffel 11, Folge 7: Die Untoten von Barton Woods (Talking To The Dead)
- 2011: New Tricks – Die Krimispezialisten (New Tricks, Fernsehserie, Folge 8x02)
- 2012: Whitechapel (Fernsehserie, 2 Folgen)
- 2013: The World’s End
- 2016: Inspector Barnaby (Midsomer Murders) Fernsehserie, Staffel 18, Folge 3: Der Tod radelt mit (Breaking The Chain)
- 2017: Der seidene Faden (Phantom Thread)
- 2019: EastEnders (Fernsehserie, 4 Folgen)